# Янев, Стефан
Стефан Динчев Янев (болг. Стефан Динчев Янев; род. 1 марта, 1960, Поповица, Пловдивская область, НРБ) — болгарский государственный, политический и военный деятель, лидер политической партии «Болгарский восход» с мая 2022 года. Офицер, бригадный генерал.
Временный заместитель премьер-министра, исполняющий обязанности министра обороны Болгарии в 2017 году. Исполняющий обязанности премьер-министра Болгарии с 12 мая по 13 декабря 2021 года. Министр обороны Болгарии с 13 декабря 2021 по 1 марта 2022 года.

## Ранняя жизнь и образование
Стефан Янев родился 1 марта 1960 года в селе Поповица Пловдивской области. В 1979 году окончил Техническую школу электротехники в Пловдиве. С 1979 по 1983 год учился в Высшем народном военном артиллерийском училище им. Георгия Димитрова в Шумене по специальности «Наземная артиллерия» и гражданской специальности «Электронные вычислительные машины». Командир артиллерийского взвода и батареи (1983). С 1991 по 1993 год учился в Военной академии имени Георгия Раковского в Софии.

## Военная деятельность
Командир реактивного дивизиона 4-го армейского артиллерийского полка в Асеновграде (1993—1996). С 1996 по 1998 год Янев был старшим экспертом Департамента международного сотрудничества Министерства обороны. Стефан работал аналитиком в отделе планирования и программирования в штаб-квартире НАТО в Монсе, Бельгия (1998—2000). С 2000 по 2001 год — старший помощник начальника Департамента стратегического планирования Генерального штаба болгарской армии. С 2001 по 2002 год — государственный эксперт в Департаменте евроатлантической интеграции Министерства обороны. Затем, до 2004 года, он был начальником отдела Департамента евроатлантической интеграции Министерства обороны.
С 2004 по 2005 год Янев учился в Военном колледже Национального военного университета в Вашингтоне, США. С 2005 по 2007 год Янев был начальником отдела трансформации Контртеррористического центра НАТО в Анкаре. С 2007 по 2010 год — директор Департамента оборонной политики Министерства обороны. 1 июля 2009 года он был назначен директором Департамента политики безопасности и обороны и получил звание бригадного генерала. 3 мая 2010 года Янев был назначен на должность директора Департамента оборонной политики, 25 мая он официально в неё вступил. 24 февраля 2011 года Стефан Янев был освобождён от должности директора Департамента оборонной политики.
С 2011 по 2014 год он был военным атташе в США. Согласно публикации информационного агентства «24 часа» в декабре 2011 года, Янев был рекомендован Вашингтоном на должность заместителя начальника обороны, вице-адмирала, а также на должность главы Службы военной информации.
Со 2 мая по июнь 2014 года бригадный генерал Стефан Янев возглавлял Национальный военный университет имени Васила Левского. Согласно публикациям, 8 мая он прибыл в него, принял должность на торжественной церемонии, но сразу же после этого подал заявление на отпуск и уехал в Софию, чтобы подать заявление на военную отставку. Указом № 144 от 9 июня 2014 года он был освобождён от должности начальника университета и от военной службы.

## Политическая деятельность

### В правительстве Огняна Герджикова (2017)
С 27 января по 4 мая 2017 года Стефан Янев был заместителем премьер-министра и министром обороны Болгарии во временном правительстве Огняна Герджикова, а затем министром безопасности и обороны президента Румена Радева. С 10 мая 2017 года — секретарь президента по безопасности и обороне.

### Премьер-министр Болгарии (2021)
11 мая 2021 года указом президента Румена Радева до проведения внеочередных выборов в Народное собрание Стефан Янев был назначен премьер-министром служебного (временного) правительства Болгарии. На следующий день правительство начало свою работу. 16 сентября 2021 года был переназначен главой правительства.

### Министр обороны Болгарии (2021—2022)
С 13 декабря 2021 года был министром обороны в правительстве Кирила Петкова.
28 февраля 2022 года на внеочередном заседании правительства Болгарии Совет министров по представлению премьера Кирила Петкова отправил в отставку министра обороны Стефана Янева. Одновременно правительство проголосовало за размещение в Болгарии войск других стран НАТО. Именно против этого выступал Янев, который также предложил не называть нападение России на Украину вторжением, поскольку этого термина избегает сам президент России Владимир Путин.

### Лидер «Болгарского восхода» (c 2022)
В мае 2022 года основал политическую партию «Болгарский восход». Опубликованный в болгарской газете «Труд» опрос показал, что «Болгарский восход» может получить более 7 % голосов и войти в парламент, если бы парламентские выборы проводились сейчас. Согласно тому же исследованию, лидер партии Стефан Янев находится на третьем месте среди влиятельных политиков по уровню доверия, 34,3 % опрошенных сказали, что «скорее доверяют» ему (при этом 49 % опрошенных ответили, что «скорее не доверяют»).

## Политические взгляды и критика
В апреле 2017 года Стефана Янева критиковали за назначение на ключевые должности в министерство обороны Болгарии с целью контроля над госзакупками. Бывший министр обороны Николай Ненчев также утверждал, что Янев устроил «родственников, друзей, братьев и сестёр», то есть различных определённых людей на должности в Министерстве обороны, и заявил, что президент Румен Радев напрямую управляет министерством и в общем позволяет себе многое, а Янев лишь является его марионеткой. В ответ на это министр объявил, что за время полномочий Николая Ненчева со счетов военно-ремонтного завода «Терем» пропало 60 миллионов левов.
Накануне вторжения России на Украину 24 февраля 2022 года Стефан Янев неоднократно занимал пророссийскую позицию, которая явно расходилась с позицией власти. Это создало напряжение между ним и премьер-министром Кирилом Петковым. Сразу после начала боевых действий он неоднократно отказывался называть ситуацию «войной», объясняя свою позицию тем, что «Путин старается избегать употребления этого слова». Он также высказался против дополнительного размещения войск союзников в Болгарии с целью укрепления восточного фланга НАТО после нападения России. По мнению Кирила Петкова, Янев проводил «собственную внешнюю политику, особенно в Facebook».
28 февраля Кирил Петков заявил, что потребует его отставки, поскольку его высказывания не соответствуют коалиционному соглашению и внешнеполитическому курсу страны в отношении обязательств перед НАТО и войны на Украине. На вакантную должность был выдвинут Тодор Тагарев, а затем Драгомир Заков, который официально был избран 1 марта вместо Янева.
После ухода с должности министра обороны Стефан Янев заявил, что создаст новую политическую партию. Через два месяца после начала боевых действий на Украине он утверждал, что в отправке военной помощи на Украину нет необходимости, поскольку это продлевает «агонию тамошних людей». Янев также выступал за предотвращение нападения России, поскольку Украина готовилась к нападению на самопровозглашённые ДНР и ЛНР.

## Воинские звания
- Лейтенант-инженер (1983);
- Старший лейтенант-инженер (1985);
- Капитан-инженер (1989);
- Майор-инженер (1994);
- Подполковник-инженер (1999);
- Полковник-инженер (2004);
- Бригадный генерал-инженер (1 июля 2009)[4].

## Личная жизнь
Помимо болгарского, владеет английским, немецким и русским языками. Женат, имеет двоих детей.